# Stenbittjärnen (Arvidsjaurs socken, Lappland)
Stenbittjärnen är en sjö i Arvidsjaurs kommun i Lappland och ingår i Åbyälvens huvudavrinningsområde.